# Apoyo conductual positivo
El apoyo conductual positivo (ACP) es un enfoque destinado a reducir las conductas desafiantes y a aumentar la calidad de vida de las personas.
Este enfoque es aplicable a cualquier tipo de persona que presente conductas desafiantes. Hay poblaciones con las que se ha trabajado de forma especial:  niñas y niños, personas con discapacidad intelectual o del desarrollo y grandes necesidades de apoyo (como las personas con trastorno del espectro autista) o con personas con trastornos de salud mental.
También beneficia a las personas que les rodean.

## Bases
Este enfoque tiene como bases la conducta y el contexto. 

### Conducta
El apoyo conductual positivo analiza la conducta para comprenderla, teniendo en cuenta que todo lo que las personas hacen tiene un propósito. A esto se le denomina "análisis funcional". Este análisis promueve la observación de la conducta de la persona: cómo se maneja en su entorno y cómo consigue lo que necesita. 
Los apoyos a esa persona estarán orientados a mostrar comportamientos y conductas alternativos para conseguir lo que desea. Un complemento esencial es el apoyo activo.

### Contexto
El apoyo conductual positivo señala que el contexto influye en todo lo que hacemos. El contexto puede influir en la aparición, la reducción o la eliminación de las conductas desafiantes. El enfoque trata de comprender ese contexto y modificarlo de manera que genere un ambiente positivo.

## Reducción de prácticas restrictivas
El apoyo conductual positivo promueve valores y evita el castigo y las prácticas restrictivas. Históricamente, las intervenciones conductuales se han centrado en respuestas que supriman o controlen la conducta en lugar de enseñar habilidades alternativas para lograr el mismo objetivo.
No se trata por tanto de un modelo de intervención durante la crisis, sino un enfoque proactivo para su prevención. Parte de la comprensión de la persona al identificar sus fortalezas y sus necesidades. Con esa información, se diseña un tipo de apoyo personalizado ajustado a las necesidades y que potencie las fortalezas.